# F.K. Lokomotiv Moskva
FK Lokomotiv Moskva (tiếng Nga: Футбольный клуб "Локомотив" Москва, [fʊdˈbolʲnɨj kɫup ɫəkəmɐˈtʲif mɐˈskva]) là một câu lạc bộ bóng đá Nga có trụ sở tại Moskva.
Lokomotiv vô địch Giải bóng đá Ngoại hạng Nga ba lần, Cúp Xô viết hai lần, Cúp bóng đá Nga kỷ lục tám lần, và Siêu cúp bóng đá Nga ba lần.

## Lịch sử
Thành lập năm 1923 với tên gọi KOR (câu lạc bộ mang tên cách mạng tháng mười), năm 1931 đổi tên thành Kazanka và cuối cùng đổi tên là Lokomotiv và năm 1936. Giải thưởng đầu tiên của câu lạc bộ là Cúp Liên Xô vào năm 1936, còn lần vô địch trong nước đầu tiên là năm 2002.

## Sân vận động
Lokomotiv chơi các trận đấu sân nhà của họ tại RZD Arena. Tổng số sức chứa chỗ ngồi là 27.320 ghế, tất cả được phủ kín. Sân vận động được mở cửa sau khi xây dựng lại vào năm 2002.

## Cầu thủ

### Đội hình hiện tại
Tính đến ngày 5 tháng 3 năm 2023
Ghi chú: Quốc kỳ chỉ đội tuyển quốc gia được xác định rõ trong điều lệ tư cách FIFA. Các cầu thủ có thể giữ hơn một quốc tịch ngoài FIFA.
| Số | VT | Quốc gia | Cầu thủ                 |
| -- | -- | -------- | ----------------------- |
| 1  | TM | Nga      | Guilherme               |
| 2  | HV | Nga      | Dmitri Zhivoglyadov     |
| 3  | HV | Brasil   | Lucas Fasson            |
| 4  | HV | Nga      | Stanislav Magkeyev      |
| 5  | TV | Nga      | Konstantin Maradishvili |
| 6  | TV | Nga      | Dmitri Barinov          |
| 7  | TĐ | Nga      | Artem Dzyuba            |
| 8  | HV | Nga      | Igor Smolnikov          |
| 9  | TĐ | Nga      | Ivan Ignatyev           |
| 10 | TĐ | Pháp     | Wilson Isidor           |
| 11 | TV | Nga      | Anton Miranchuk         |
| 12 | HV | Albania  | Mario Mitaj             |
| 15 | TĐ | Nga      | Maksim Glushenkov       |
| 17 | TĐ | Nga      | Rifat Zhemaletdinov     |
| 19 | TV | Nga      | Sergei Pinyayev         |

| Số | VT | Quốc gia  | Cầu thủ          |
| -- | -- | --------- | ---------------- |
| 20 | HV | Nga       | Ivan Kuzmichyov  |
| 22 | TM | Nga       | Ilya Lantratov   |
| 24 | HV | Nga       | Maksim Nenakhov  |
| 25 | TĐ | Guinée    | François Kamano  |
| 27 | TĐ | Nga       | Vadim Rakov      |
| 30 | HV | Argentina | Germán Conti     |
| 53 | TM | Nga       | Daniil Khudyakov |
| 59 | HV | Nga       | Yegor Pogostnov  |
| 60 | TM | Nga       | Andrey Savin     |
| 69 | TV | Nga       | Daniil Kulikov   |
| 71 | HV | Nga       | Nair Tiknizyan   |
| 92 | TV | Nga       | Abdula Bagamayev |
| 93 | TV | Nga       | Artyom Karpukas  |